# 貝蒂·南森劇院
貝蒂·南森劇院（丹麥語：Betty Nansen Teatret）是位於丹麥首都哥本哈根腓特烈斯貝的一座劇院。貝蒂·南森劇院這個名字來自於丹麥女影星貝蒂·南森。現在貝蒂·南森劇院內有三個舞台。

## 外部連結
- Official website （页面存档备份，存于）
- Productions by the theatre